# Ancylopus pictus philippinicus
Ancylopus pictus philippinicus es una subespecie de coleóptero de la familia Endomychidae.

## Distribución geográfica
Habita en Mindanao (Filipinas).